# Twentieth Anniversary Macintosh

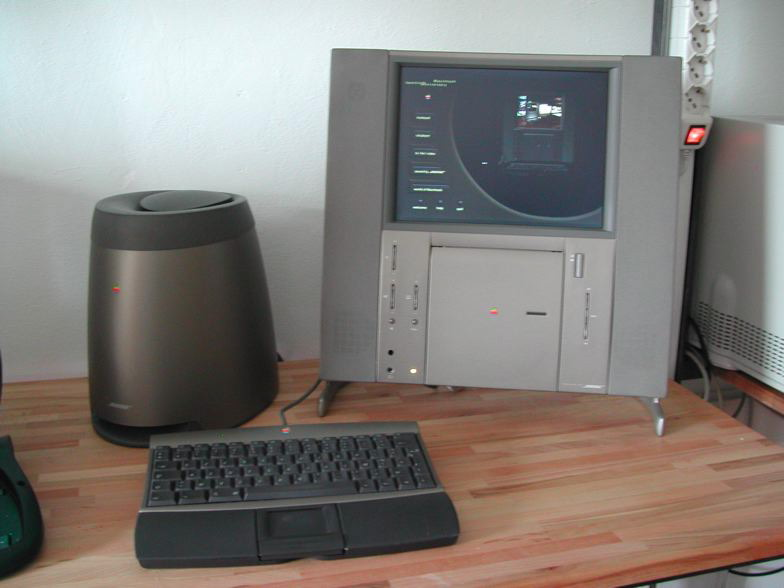
Twentieth Anniversary Macintosh

20th Anniversary Macintosh, TAM, var en jubileumsmodell i begränsad utgåva tillverkad 1997–1998 för att fira datortillverkaren Apples 20-årsjubileum. Dess kodnamn var Spartacus. TAM lanserades på MacWorld Expo i San Francisco 7 januari 1997 och nypris var 7 499 US dollar, men då levererades den med installation av smokingklädd personal i limousine. TAM tillverkades i 12 000 exemplar, varav endast 3 500 kom till Europa och ett fåtal till svenska Apple. 
Maskinen var utrustad med inbyggd 12.1" skärm, radio- och tv-mottagare (med fjärrkontroll), vertikalt sidomonterad cd-spelare, Bose Acoustimass sound system med integrerade stereohögtalare och basenhet (subwoofer) samt läderklätt (italienskt kalvskinn) tangentbord. Den erhöll 1997 The ID Design Award. Tekniskt var TAM baserad på Powermac 5500 och hade en PowerPC 603ev processor på 250 MHz.